# Svájc a 2010. évi téli olimpiai játékokon

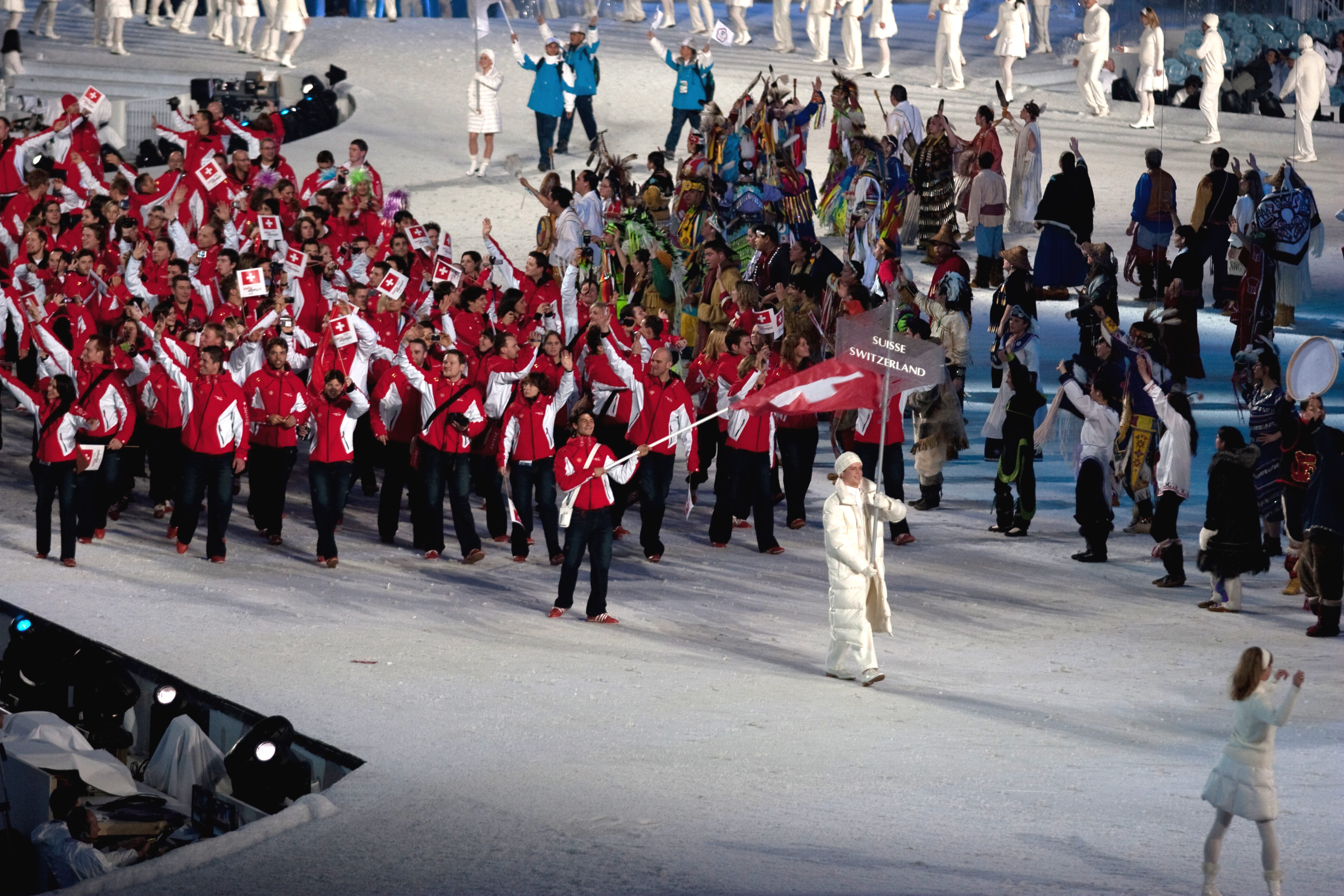
Svájc olimpiai küldöttsége a megnyitón

Svájc a kanadai Vancouverben megrendezett 2010. évi téli olimpiai játékok egyik részt vevő nemzete volt. Az országot az olimpián 14 sportágban 134 sportoló képviselte, akik összesen 9 érmet szereztek. Simon Ammann síugró személyében Svájc szerezte a téli olimpia első aranyérmét.

## Érmesek
| Érem  | Versenyző                                                        | Sportág      | Versenyszám            |
| ----- | ---------------------------------------------------------------- | ------------ | ---------------------- |
| Arany | Didier Défago                                                    | Alpesisí     | Férfi lesiklás         |
| Arany | Carlo Janka                                                      | Alpesisí     | Férfi óriás-műlesiklás |
| Arany | Michael Schmid                                                   | Síakrobatika | Férfi krossz           |
| Arany | Dario Cologna                                                    | Sífutás      | Férfi 15 km            |
| Arany | Simon Ammann                                                     | Síugrás      | Egyéni, normálsánc     |
| Arany | Simon Ammann                                                     | Síugrás      | Egyéni, nagysánc       |
| Bronz | Silvan Zurbriggen                                                | Alpesisí     | Férfi összetett        |
| Bronz | Ralph Stöckli Jan Hauser Markus Eggler Simon Strübin Toni Müller | Curling      | Férfi                  |
| Bronz | Olivia Nobs                                                      | Snowboard    | Női snowboard cross    |

## Alpesisí
Férfi
| Marc Berthod        | Műlesiklás             | nem ért célba | nem ért célba | kiesett  | kiesett  | kiesett | kiesett | kiesett | kiesett | kiesett | kiesett |
| Marc Berthod        | Óriás-műlesiklás       | 1:19,00       | 25.           | 1:23,10  | 31.      | 2:42,10 | 29.     |         |         |         |         |
| Didier Cuche        | Lesiklás               |               |               |          |          | 1:54,67 | 6.      |         |         |         |         |
| Didier Cuche        | Szuperóriás-műlesiklás |               |               |          |          | 1:31,06 | 10.     |         |         |         |         |
| Didier Cuche        | Óriás-műlesiklás       | 1:18,75       | 21.           | 1:20,70  | 4.       | 2:39,45 | 14.     |         |         |         |         |
| Didier Défago       | Lesiklás               |               |               |          |          | 1:54,31 |         |         |         |         |         |
| Didier Défago       | Szuperóriás-műlesiklás |               |               |          |          | 1:31,43 | 15.     |         |         |         |         |
| Marc Gini           | Műlesiklás             | 49,94         | 22.           | 51,41    | 5.       | 1:41,35 | 15.     |         |         |         |         |
| Tobias Grünenfelder | Szuperóriás-műlesiklás |               |               |          |          | 1:30,90 | 9.      |         |         |         |         |
| Ambrosi Hoffmann    | Lesiklás               |               |               |          |          | 1:56,04 | 23.     |         |         |         |         |
| Carlo Janka         | Lesiklás               |               |               |          |          | 1:55,02 | 11.     |         |         |         |         |
| Carlo Janka         | Szuperóriás-műlesiklás |               |               |          |          | 1:30,83 | 8.      |         |         |         |         |
| Carlo Janka         | Óriás-műlesiklás       | 1:17,27       | 1.            | 1:20,56  | 3.       | 2:37,83 |         |         |         |         |         |
| Sandro Viletta      | Műlesiklás             | 49,85         | 20.           | kizárták | kizárták | kiesett | kiesett | kiesett | kiesett |         |         |
| Sandro Viletta      | Óriás-műlesiklás       | 1:18,37       | 14.*          | 1:21,17  | 12.*     | 2:39,54 | 15.     |         |         |         |         |
| Silvan Zurbriggen   | Műlesiklás             | 48,78         | 7.            | 52,05    | 17.      | 1:40,83 | 12.     |         |         |         |         |

| Didier Défago     | Összetett | 1:53,69 | 4.  | nem ért célba | nem ért célba | kiesett | kiesett | kiesett | kiesett |
| Carlo Janka       | Összetett | 1:53,65 | 3.  | 51,89         | 12.           | 2:45,54 | 4.      |         |         |
| Sandro Viletta    | Összetett | 1:55,72 | 21. | 52,47         | 20.           | 2:48,19 | 14.     |         |         |
| Silvan Zurbriggen | Összetett | 1:53,88 | 6.  | 51,44         | 10.           | 2:45,32 |         |         |         |

Női
| Versenyző       | Versenyszám            | 1. futam      | 1. futam      | 2. futam | 2. futam | Összesítés | Összesítés |
| Versenyző       | Versenyszám            | Idő           | Hely.         | Idő      | Hely.    | Idő        | Helyezés   |
| --------------- | ---------------------- | ------------- | ------------- | -------- | -------- | ---------- | ---------- |
| Andrea Dettling | Szuperóriás-műlesiklás |               |               |          |          | 1:22,03    | 12.        |
| Andrea Dettling | Óriás-műlesiklás       | nem ért célba | nem ért célba | kiesett  | kiesett  | kiesett    | kiesett    |
| Dominique Gisin | Lesiklás               | nem ért célba | nem ért célba | kiesett  | kiesett  | kiesett    | kiesett    |
| Nadja Kamer     | Lesiklás               |               |               |          |          | 1:48,14    | 19.        |
| Nadja Kamer     | Szuperóriás-műlesiklás | nem ért célba | nem ért célba | kiesett  | kiesett  | kiesett    | kiesett    |
| Fabienne Suter  | Lesiklás               |               |               |          |          | 1:46,17    | 5.         |
| Fabienne Suter  | Szuperóriás-műlesiklás |               |               |          |          | 1:22,16    | 13.        |
| Fabienne Suter  | Óriás-műlesiklás       | 1:15,97       | 11.           | 1:11,55  | 6.       | 2:27,52    | 4.         |
| Nadia Styger    | Lesiklás               |               |               |          |          | 1:47,22    | 12.        |
| Nadia Styger    | Szuperóriás-műlesiklás |               |               |          |          | 1:21,25    | 6.         |

| Versenyző       | Versenyszám | Lesiklás      | Lesiklás      | Műlesiklás | Műlesiklás | Összesítés | Összesítés |
| Versenyző       | Versenyszám | Idő           | Hely.         | Idő        | Hely.      | Idő        | Helyezés   |
| --------------- | ----------- | ------------- | ------------- | ---------- | ---------- | ---------- | ---------- |
| Andrea Dettling | Összetett   | 1:26,28       | 13.           | 48,16      | 26.        | 2:14,44    | 23.        |
| Nadja Kamer     | Összetett   | nem ért célba | nem ért célba | kiesett    | kiesett    | kiesett    | kiesett    |
| Fabienne Suter  | Összetett   | 1:25,29       | 4.            | 45,56      | 11.        | 2:10,85    | 6.         |

## Biatlon
Férfi
| Versenyző                                                     | Versenyszám           | Lövőhiba    | Időeredmény | Helyezés |
| ------------------------------------------------------------- | --------------------- | ----------- | ----------- | -------- |
| Thomas Frei                                                   | 10 km sprint          | 0 (0+0)     | 25:36,9     | 13.      |
| Thomas Frei                                                   | 12,5 km üldözőverseny | 1 (0+1+0+0) | 34:56,4     | 12.      |
| Thomas Frei                                                   | 20 km egyéni          | 2 (1+0+0+1) | 51:03,4     | 16.      |
| Thomas Frei                                                   | 15 km tömegrajtos     | 2 (0+1+1+0) | 37:12,9     | 24.      |
| Simon Hallenbarter                                            | 10 km sprint          | 2 (2+0)     | 25:48,3     | 16.      |
| Simon Hallenbarter                                            | 12,5 km üldözőverseny | 6 (1+2+1+2) | 37:07,9     | 43.      |
| Simon Hallenbarter                                            | 20 km egyéni          | 5 (1+0+1+3) | 53:18,4     | 43.      |
| Matthias Simmen                                               | 10 km sprint          | 1 (1+0)     | 26:11,5     | 26.      |
| Matthias Simmen                                               | 12,5 km üldözőverseny | 1 (3+0+0+0) | 35:55,0     | 28.      |
| Matthias Simmen                                               | 20 km egyéni          | 4 (1+1+2+0) | 53:05,7     | 39.      |
| Benjamin Weger                                                | 10 km sprint          | 3 (3+0)     | 27:43,6     | 69.      |
| Benjamin Weger                                                | 20 km egyéni          | 5 (1+1+2+1) | 54:20,3     | 55.      |
| Thomas Frei Matthias Simmen Benjamin Weger Simon Hallenbarter | 4 × 7,5 km váltó      | 9 (0+2 0+7) | 1:24:36,8   | 9.       |

Női
| Versenyző       | Versenyszám         | Lövőhiba    | Időeredmény | Helyezés |
| --------------- | ------------------- | ----------- | ----------- | -------- |
| Selina Gasparin | 7,5 km sprint       | 4 (2+2)     | 22:23,4     | 56.      |
| Selina Gasparin | 10 km üldözőverseny | 5 (2+1+1+1) | 35:53,5     | 48.      |
| Selina Gasparin | 15 km egyéni        | 3 (0+1+0+2) | 45:23,6     | 40.      |

## Bob
Férfi
| Versenyző                                                  | Versenyszám | 1. futam     | 1. futam     | 2. futam     | 2. futam     | 3. futam     | 3. futam     | 4. futam     | 4. futam     | Összesítés   | Összesítés   |
| Versenyző                                                  | Versenyszám | Idő          | Hely.        | Idő          | Hely.        | Idő          | Hely.        | Idő          | Hely.        | Idő          | Helyezés     |
| ---------------------------------------------------------- | ----------- | ------------ | ------------ | ------------ | ------------ | ------------ | ------------ | ------------ | ------------ | ------------ | ------------ |
| Ivo Rüegg Cédric Grand                                     | Kettes      | 51,76        | 4.           | 52,18        | 6.           | 51,92        | 5.           | 51,99        | 6.           | 3:27,85      | 4.           |
| Beat Hefti Thomas Lamparter                                | Kettes      | visszalépett | visszalépett | visszalépett | visszalépett | visszalépett | visszalépett | visszalépett | visszalépett | visszalépett | visszalépett |
| Daniel Schmid Jörg Egger                                   | Kettes      | visszalépett | visszalépett | visszalépett | visszalépett | visszalépett | visszalépett | visszalépett | visszalépett | visszalépett | visszalépett |
| Ivo Rüegg Beat Hefti Thomas Lamparter Cédric Grand         | Négyes      | 51,31        | 8.           | 51,13        | 4.           | 51,70        | 8.*          | 51,57        | 5.           | 3:25,71      | 6.           |
| Daniel Schmid Alex Baumann Christian Aebli Roman Handschin | Négyes      | visszalépett | visszalépett | visszalépett | visszalépett | visszalépett | visszalépett | visszalépett | visszalépett | visszalépett | visszalépett |

* - egy másik csapattal azonos időt értek el
Női
| Versenyző                       | Versenyszám | 1. futam | 1. futam | 2. futam | 2. futam | 3. futam | 3. futam | 4. futam | 4. futam | Összesítés | Összesítés |
| Versenyző                       | Versenyszám | Idő      | Hely.    | Idő      | Hely.    | Idő      | Hely.    | Idő      | Hely.    | Idő        | Helyezés   |
| ------------------------------- | ----------- | -------- | -------- | -------- | -------- | -------- | -------- | -------- | -------- | ---------- | ---------- |
| Sabrina Hafner Caroline Spahni  | Kettes      | 54,18    | 13.      | 54,70    | 19.      | 53,87    | 9.       | 54,09    | 12.      | 3:36,84    | 12.        |
| Fabienne Meyer Hannelore Schenk | Kettes      | 54,04    | 11.      | 54,27    | 13.      | 54,00    | 10.      | 53,82    | 9.       | 3:36,13    | 10.        |

## Curling

### Férfi
- Ralph Stöckli
- Jan Hauser
- Markus Eggler
- Simon Strübin
- Toni Müller

#### Eredmények
Csoportkör
| Nemzet           | Szkip          | Gy | V | P+ | P- | Gy end | V end | D end | Saját rabolt endek | Ellenfél rabolt endek | Lökés % |
| ---------------- | -------------- | -- | - | -- | -- | ------ | ----- | ----- | ------------------ | --------------------- | ------- |
| Kanada           | Kevin Martin   | 9  | 0 | 75 | 36 | 36     | 28    | 14    | 2                  | 4                     | 85      |
| Norvégia         | Thomas Ulsrud  | 7  | 2 | 64 | 43 | 40     | 32    | 15    | 7                  | 1                     | 84      |
| Svájc            | Ralph Stöckli  | 6  | 3 | 53 | 45 | 35     | 33    | 20    | 8                  | 9                     | 81      |
| Svédország       | Niklas Edin    | 5  | 4 | 50 | 52 | 34     | 36    | 20    | 6                  | 8                     | 82      |
| Nagy-Britannia   | David Murdoch  | 5  | 4 | 57 | 44 | 35     | 29    | 20    | 9                  | 4                     | 81      |
| Németország      | Andy Kapp      | 4  | 5 | 48 | 60 | 35     | 38    | 11    | 9                  | 8                     | 75      |
| Franciaország    | Thomas Dufour  | 3  | 6 | 31 | 58 | 22     | 34    | 16    | 7                  | 13                    | 73      |
| Kína             | Vang Feng-csun | 2  | 7 | 52 | 60 | 37     | 37    | 9     | 7                  | 5                     | 77      |
| Dánia            | Ulrik Schmidt  | 2  | 7 | 40 | 57 | 31     | 29    | 12    | 6                  | 6                     | 78      |
| Egyesült Államok | John Shuster   | 2  | 7 | 43 | 59 | 32     | 41    | 18    | 9                  | 12                    | 76      |

- február 16., 9:00

| Sheet D            | Sheet D         | 1 | 2 | 3 | 4 | 5 | 6 | 7 | 8 | 9 | 10 | VE |
| 1. end utolsó köve | Svájc (Stöckli) | 0 | 0 | 0 | 1 | 1 | 0 | 4 | 0 | 0 | 0  | 6  |
|                    | Dánia (Schmidt) | 0 | 0 | 0 | 0 | 0 | 1 | 0 | 2 | 1 | 1  | 5  |

- február 17., 14:00

| Sheet B            | Sheet B                    | 1 | 2 | 3 | 4 | 5 | 6 | 7 | 8 | 9 | 10 | 11 | VE |
|                    | Egyesült Államok (Shuster) | 0 | 0 | 0 | 2 | 1 | 1 | 1 | 1 | 0 | 0  | 0  | 6  |
| 1. end utolsó köve | Svájc (Stöckli)            | 2 | 1 | 1 | 0 | 0 | 0 | 0 | 0 | 1 | 1  | 1  | 7  |

- február 18., 9:00

| Sheet D            | Sheet D                  | 1 | 2 | 3 | 4 | 5 | 6 | 7 | 8 | 9 | 10 | VE |
|                    | Nagy-Britannia (Murdoch) | 1 | 0 | 0 | 2 | 0 | 0 | 0 | 0 | 0 | 0  | 3  |
| 1. end utolsó köve | Svájc (Stöckli)          | 0 | 0 | 2 | 0 | 0 | 0 | 0 | 1 | 0 | 1  | 4  |

- február 18., 19:00

| Sheet C            | Sheet C           | 1 | 2 | 3 | 4 | 5 | 6 | 7 | 8 | 9 | 10 | VE |
| 1. end utolsó köve | Norvégia (Ulsrud) | 2 | 0 | 0 | 1 | 0 | 1 | 0 | 1 | 0 | 2  | 7  |
|                    | Svájc (Stöckli)   | 0 | 0 | 1 | 0 | 1 | 0 | 1 | 0 | 1 | 0  | 4  |

- február 19., 14:00

| Sheet A            | Sheet A            | 1 | 2 | 3 | 4 | 5 | 6 | 7 | 8 | 9 | 10 | VE |
|                    | Németország (Kapp) | 0 | 0 | 1 | 0 | 1 | 1 | 1 | 0 | 3 | 0  | 7  |
| 1. end utolsó köve | Svájc (Stöckli)    | 2 | 0 | 0 | 2 | 0 | 0 | 0 | 1 | 0 | 1  | 6  |

- február 20., 19:00

| Sheet B            | Sheet B         | 1 | 2 | 3 | 4 | 5 | 6 | 7 | 8 | 9 | 10 | VE |
|                    | Svájc (Stöckli) | 0 | 0 | 3 | 0 | 3 | 0 | 2 | 0 | 2 | X  | 9  |
| 1. end utolsó köve | Kína (Vang)     | 0 | 1 | 0 | 2 | 0 | 1 | 0 | 1 | 0 | X  | 5  |

- február 21., 14:00

| Sheet C            | Sheet C         | 1 | 2 | 3 | 4 | 5 | 6 | 7 | 8 | 9 | 10 | VE |
|                    | Svájc (Stöckli) | 0 | 1 | 0 | 0 | 0 | 1 | 0 | 2 | 0 | 0  | 4  |
| 1. end utolsó köve | Kanada (Martin) | 2 | 0 | 1 | 0 | 0 | 0 | 2 | 0 | 0 | 1  | 6  |

- február 22., 9:00

| Sheet D            | Sheet D           | 1 | 2 | 3 | 4 | 5 | 6 | 7 | 8 | 9 | 10 | VE |
|                    | Svájc (Stöckli)   | 1 | 1 | 0 | 2 | 0 | 0 | 0 | 0 | 3 | X  | 7  |
| 1. end utolsó köve | Svédország (Edin) | 0 | 0 | 2 | 0 | 0 | 0 | 1 | 0 | 0 | X  | 3  |

- február 23., 14:00

| Sheet D            | Sheet D                | 1 | 2 | 3 | 4 | 5 | 6 | 7 | 8 | 9 | 10 | VE |
| 1. end utolsó köve | Svájc (Stöckli)        | 2 | 0 | 0 | 0 | 0 | 2 | 1 | 1 | 0 | X  | 6  |
|                    | Franciaország (Dufour) | 0 | 0 | 0 | 1 | 0 | 0 | 0 | 0 | 1 | X  | 2  |

Elődöntő
- február 25., 14:00

| Sheet D           | 1 | 2 | 3 | 4 | 5 | 6 | 7 | 8 | 9 | 10 | VE |
| Svájc (Stöckli)   | 0 | 0 | 0 | 1 | 0 | 2 | 0 | 1 | 0 | 1  | 5  |
| Norvégia (Ulsrud) | 0 | 1 | 1 | 0 | 2 | 0 | 1 | 0 | 2 | 0  | 7  |

Bronzmérkőzés
- február 27., 9:00

| Csapat            | 1 | 2 | 3 | 4 | 5 | 6 | 7 | 8 | 9 | 10 | VE |
| Svédország (Edin) | 0 | 1 | 0 | 0 | 2 | 0 | 1 | 0 | 0 | 0  | 4  |
| Svájc (Stöckli)   | 1 | 0 | 0 | 1 | 0 | 1 | 0 | 0 | 0 | 2  | 5  |

| Csapat | Helyezés |
| ------ | -------- |
| Svájc  |          |

### Női
- Mirjam Ott
- Carmen Schäfer
- Carmen Küng
- Janine Greiner
- Irene Schori

#### Eredmények
Csoportkör
| Nemzet           | Szkip               | Gy | V | P+ | P- | Gy end | V end | D end | Saját rabolt endek | Ellenfél rabolt endek | Lökés % |
| ---------------- | ------------------- | -- | - | -- | -- | ------ | ----- | ----- | ------------------ | --------------------- | ------- |
| Kanada           | Cheryl Bernard      | 8  | 1 | 56 | 37 | 27     | 20    | 15    | 5                  | 2                     | 79      |
| Svédország       | Anette Norberg      | 7  | 2 | 46 | 46 | 24     | 19    | 8     | 4                  | 1                     | 77      |
| Kína             | Vang Ping-jü        | 6  | 3 | 61 | 47 | 39     | 37    | 11    | 7                  | 8                     | 74      |
| Svájc            | Mirjam Ott          | 6  | 3 | 63 | 46 | 16     | 17    | 4     | 0                  | 1                     | 77      |
| Dánia            | Angelina Jensen     | 4  | 5 | 49 | 61 | 26     | 35    | 15    | 0                  | 7                     | 69      |
| Németország      | Andrea Schöpp       | 3  | 6 | 52 | 56 | 35     | 40    | 15    | 3                  | 6                     | 75      |
| Japán            | Meguro Moe          | 3  | 6 | 58 | 60 | 15     | 16    | 8     | 3                  | 2                     | 74      |
| Oroszország      | Ljudmila Privivkova | 3  | 6 | 53 | 60 | 31     | 30    | 6     | 4                  | 3                     | 81      |
| Nagy-Britannia   | Eve Muirhead        | 3  | 6 | 49 | 53 | 13     | 11    | 5     | 5                  | 4                     | 74      |
| Egyesült Államok | Debbie McCormick    | 2  | 7 | 38 | 59 | 17     | 18    | 2     | 3                  | 1                     | 75      |

- február 16., 14:00

| Sheet D            | Sheet D          | 1 | 2 | 3 | 4 | 5 | 6 | 7 | 8 | 9 | 10 | VE |
| 1. end utolsó köve | Kanada (Bernard) | 0 | 0 | 1 | 0 | 0 | 2 | 0 | 1 | 0 | 1  | 5  |
|                    | Svájc (Ott)      | 0 | 0 | 0 | 2 | 0 | 0 | 1 | 0 | 1 | 0  | 4  |

- február 17., 9:00

| Sheet C            | Sheet C              | 1 | 2 | 3 | 4 | 5 | 6 | 7 | 8 | 9 | 10 | 11 | VE |
|                    | Svájc (Ott)          | 0 | 2 | 0 | 1 | 0 | 1 | 0 | 1 | 0 | 2  | 0  | 7  |
| 1. end utolsó köve | Svédország (Norberg) | 1 | 0 | 1 | 0 | 2 | 0 | 2 | 0 | 1 | 0  | 1  | 8  |

- február 17., 19:00

| Sheet D            | Sheet D     | 1 | 2 | 3 | 4 | 5 | 6 | 7 | 8 | 9 | 10 | VE |
|                    | Kína (Vang) | 0 | 1 | 0 | 0 | 4 | 0 | 1 | 1 | 0 | 1  | 8  |
| 1. end utolsó köve | Svájc (Ott) | 2 | 0 | 0 | 1 | 0 | 1 | 0 | 0 | 2 | 0  | 6  |

- február 19., 19:00

| Sheet D            | Sheet D                  | 1 | 2 | 3 | 4 | 5 | 6 | 7 | 8 | 9 | 10 | VE |
|                    | Svájc (Ott)              | 4 | 1 | 0 | 0 | 1 | 1 | 0 | 1 | 0 | X  | 8  |
| 1. end utolsó köve | Oroszország (Privivkova) | 0 | 0 | 1 | 1 | 0 | 0 | 2 | 0 | 1 | X  | 5  |

- február 20., 14:00

| Sheet C            | Sheet C        | 1 | 2 | 3 | 4 | 5 | 6 | 7 | 8 | 9 | 10 | VE |
| 1. end utolsó köve | Dánia (Jensen) | 2 | 1 | 0 | 2 | 0 | 0 | 1 | 1 | 0 | 0  | 7  |
|                    | Svájc (Ott)    | 0 | 0 | 2 | 0 | 2 | 1 | 0 | 0 | 2 | 1  | 8  |

- február 21., 9:00

| Sheet A            | Sheet A                   | 1 | 2 | 3 | 4 | 5 | 6 | 7 | 8 | 9 | 10 | VE |
|                    | Nagy-Britannia (Muirhead) | 0 | 1 | 0 | 0 | 1 | 0 | 3 | 1 | 0 | X  | 6  |
| 1. end utolsó köve | Svájc (Ott)               | 2 | 0 | 2 | 4 | 0 | 1 | 0 | 0 | 1 | X  | 10 |

- február 22., 14:00

| Sheet B            | Sheet B        | 1 | 2 | 3 | 4 | 5 | 6 | 7 | 8 | 9 | 10 | VE |
| 1. end utolsó köve | Japán (Meguro) | 1 | 0 | 1 | 0 | 1 | 0 | 1 | 0 | X | X  | 4  |
|                    | Svájc (Ott)    | 0 | 2 | 0 | 4 | 0 | 2 | 0 | 2 | X | X  | 10 |

- február 23., 9:00

| Sheet B            | Sheet B              | 1 | 2 | 3 | 4 | 5 | 6 | 7 | 8 | 9 | 10 | VE |
|                    | Svájc (Ott)          | 0 | 0 | 0 | 0 | 1 | 1 | 0 | 1 | 1 | X  | 4  |
| 1. end utolsó köve | Németország (Schöpp) | 0 | 0 | 1 | 0 | 0 | 0 | 1 | 0 | 0 | X  | 2  |

- február 23., 19:00

| Sheet A            | Sheet A                      | 1 | 2 | 3 | 4 | 5 | 6 | 7 | 8 | 9 | 10 | VE |
|                    | Svájc (Ott)                  | 0 | 0 | 2 | 1 | 3 | 1 | 3 | X | X | X  | 10 |
| 1. end utolsó köve | Egyesült Államok (McCormick) | 1 | 2 | 0 | 0 | 0 | 0 | 0 | X | X | X  | 3  |

Elődöntő
- február 25., 9:00

| Csapat             | Csapat           | 1 | 2 | 3 | 4 | 5 | 6 | 7 | 8 | 9 | 10 | VE |
| 1. end utolsó köve | Kanada (Bernard) | 1 | 0 | 2 | 0 | 0 | 2 | 0 | 0 | 1 | 0  | 6  |
|                    | Svájc (Ott)      | 0 | 1 | 0 | 1 | 1 | 0 | 0 | 1 | 0 | 1  | 5  |

Bronzmérkőzés
- február 26., 9:00

| Csapat             | Csapat      | 1 | 2 | 3 | 4 | 5 | 6 | 7 | 8 | 9 | 10 | VE |
| 1. end utolsó köve | Kína (Vang) | 3 | 0 | 2 | 0 | 1 | 0 | 2 | 4 | X | X  | 12 |
|                    | Svájc (Ott) | 0 | 1 | 0 | 3 | 0 | 2 | 0 | 0 | X | X  | 6  |

| Csapat | Helyezés |
| ------ | -------- |
| Svájc  | 4.       |

## Északi összetett
| Versenyző                                       | Versenyszám        | Síugrás | Síugrás | Síugrás    | Sífutás | Sífutás | Összesítés | Összesítés |
| Versenyző                                       | Versenyszám        | Pont    | Hely.   | Időhátrány | Idő     | Hely.   | Idő        | Helyezés   |
| ----------------------------------------------- | ------------------ | ------- | ------- | ---------- | ------- | ------- | ---------- | ---------- |
| Ronny Heer                                      | Normálsánc + 10 km | 116,5   | 21.     | +1:16      | 25:09,2 | 8.      | 26:25,2    | 11.        |
| Ronny Heer                                      | Nagysánc + 10 km   | 96,0    | 24.     | +2:04      | 25:45,5 | 21.     | 27:49,5    | 22.        |
| Tommy Schmid                                    | Normálsánc + 10 km | 115,0   | 26.     | +1:22      | 27:38,5 | 43.     | 29:00,5    | 40.        |
| Tommy Schmid                                    | Nagysánc + 10 km   | 108,5   | 15.     | +1:14      | 26:11,7 | 29.     | 27:25,7    | 16.        |
| Seppi Hurschler                                 | Normálsánc + 10 km | 109,0   | 34.     | +1:46      | 25:40,6 | 22.     | 27:26,6    | 29.        |
| Seppi Hurschler                                 | Nagysánc + 10 km   | 82,3    | 38.     | +2:59      | 25:44,9 | 20.     | 28:43,9    | 31.        |
| Tim Hug                                         | Normálsánc + 10 km | 108,0   | 36.*    | +1:50      | 26:04,1 | 31.     | 27:54,1    | 35.        |
| Tim Hug                                         | Nagysánc + 10 km   | 82,5    | 37.     | +2:58      | 26:02,3 | 27.     | 29:00,3    | 33.        |
| Tim Hug Seppi Hurschler Tommy Schmid Ronny Heer | Csapat             | 436,6   | 9.      | +1:34      | 52:15,8 | 10.     | 53:49,8    | 9.         |

* - egy másik versenyzővel azonos eredményt ért el

## Gyorskorcsolya
Férfi
| Versenyző       | Versenyszám | Eredmény | Helyezés |
| --------------- | ----------- | -------- | -------- |
| Roger Schneider | 5000 m      | 6:39,29  | 24.      |

## Jégkorong

### Férfi
| Svájci nemzeti férfi jégkorongcsapat-játékoskeret | Svájci nemzeti férfi jégkorongcsapat-játékoskeret | Svájci nemzeti férfi jégkorongcsapat-játékoskeret | Svájci nemzeti férfi jégkorongcsapat-játékoskeret | Svájci nemzeti férfi jégkorongcsapat-játékoskeret | Svájci nemzeti férfi jégkorongcsapat-játékoskeret | Svájci nemzeti férfi jégkorongcsapat-játékoskeret |
| #                                                 | Név                                               | Poszt                                             | Magasság                                          | Súly                                              | Kor                                               | Klub                                              |
| ------------------------------------------------- | ------------------------------------------------- | ------------------------------------------------- | ------------------------------------------------- | ------------------------------------------------- | ------------------------------------------------- | ------------------------------------------------- |
| 1                                                 | Jonas Hiller                                      | K                                                 | 188 cm                                            | 86 kg                                             | 1982. február 12. (28 évesen)                     | Anaheim Ducks                                     |
| 52                                                | Tobias Stephan                                    | K                                                 | 188 cm                                            | 82 kg                                             | 1984. január 21. (26 évesen)                      | Genève-Servette                                   |
| 66                                                | Ronnie Rüeger                                     | K                                                 | 186 cm                                            | 89 kg                                             | 1973. február 26. (36 évesen)                     | Kloten Flyers                                     |
| 5                                                 | Severin Blindenbacher                             | V                                                 | 180 cm                                            | 88 kg                                             | 1983. március 15. (26 évesen)                     | Färjestad                                         |
| 7                                                 | Mark Streit C                                     | V                                                 | 183 cm                                            | 95 kg                                             | 1977. december 11. (32 évesen)                    | New York Islanders                                |
| 16                                                | Rafael Diaz                                       | V                                                 | 182 cm                                            | 88 kg                                             | 1986. január 9. (24 évesen)                       | Zug                                               |
| 31                                                | Mathias Seger A                                   | V                                                 | 181 cm                                            | 84 kg                                             | 1977. december 17. (32 évesen)                    | ZSC Lions                                         |
| 47                                                | Luca Sbisa                                        | V                                                 | 185 cm                                            | 80 kg                                             | 1990. január 30. (20 évesen)                      | Portland Winterhawks                              |
| 54                                                | Philippe Furrer                                   | V                                                 | 186 cm                                            | 90 kg                                             | 1985. június 16. (24 évesen)                      | Bern                                              |
| 72                                                | Patrick von Gunten                                | V                                                 | 180 cm                                            | 83 kg                                             | 1985. február 10. (25 évesen)                     | Kloten Flyers                                     |
| 77                                                | Yannick Weber                                     | V                                                 | 178 cm                                            | 88 kg                                             | 1988. szeptember 23. (21 évesen)                  | Hamilton Bulldogs                                 |
| 10                                                | Andres Ambühl                                     | T                                                 | 176 cm                                            | 85 kg                                             | 1983. szeptember 14. (26 évesen)                  | Hartford Wolf Pack                                |
| 14                                                | Roman Wick                                        | T                                                 | 187 cm                                            | 85 kg                                             | 1985. december 30. (24 évesen)                    | Kloten Flyers                                     |
| 17                                                | Hnat Domenichelli                                 | T                                                 | 183 cm                                            | 82 kg                                             | 1976. február 16. (34 évesen)                     | Lugano                                            |
| 18                                                | Thomas Déruns                                     | T                                                 | 186 cm                                            | 86 kg                                             | 1982. március 1. (27 évesen)                      | Genève-Servette                                   |
| 25                                                | Thibaut Monnet                                    | T                                                 | 183 cm                                            | 83 kg                                             | 1982. február 2. (28 évesen)                      | ZSC Lions                                         |
| 23                                                | Thierry Paterlini                                 | T                                                 | 184 cm                                            | 96 kg                                             | 1975. április 27. (34 évesen)                     | Rapperswil-Jona Lakers                            |
| 28                                                | Martin Plüss                                      | T                                                 | 174 cm                                            | 80 kg                                             | 1977. április 5. (32 évesen)                      | Bern                                              |
| 32                                                | Ivo Rüthemann                                     | T                                                 | 172 cm                                            | 76 kg                                             | 1976. december 12. (33 évesen)                    | Bern                                              |
| 35                                                | Sandy Jeannin A                                   | T                                                 | 180 cm                                            | 83 kg                                             | 1976. február 28. (33 évesen)                     | Fribourg-Gottéron                                 |
| 39                                                | Raffaele Sannitz                                  | T                                                 | 187 cm                                            | 93 kg                                             | 1983. május 18. (26 évesen)                       | Lugano                                            |
| 67                                                | Romano Lemm                                       | T                                                 | 182 cm                                            | 86 kg                                             | 1984. június 25. (25 évesen)                      | Lugano                                            |
| 86                                                | Julien Sprunger                                   | T                                                 | 194 cm                                            | 87 kg                                             | 1986. január 4. (24 évesen)                       | Fribourg-Gottéron                                 |
| Vezetőedző: Ralph Krueger                         | Vezetőedző: Ralph Krueger                         | Vezetőedző: Ralph Krueger                         | Vezetőedző: Ralph Krueger                         | Vezetőedző: Ralph Krueger                         | 1959. augusztus 31. (50 évesen)                   | 1959. augusztus 31. (50 évesen)                   |

- Posztok rövidítései: K – Kapus, V – Védő, T – Támadó
- Kor: 2010. február 16-i kora

#### Eredmények
Csoportkör
A csoport
| Csapat                 | M | Gy | HGy | HV | V | G+ | G- | Gk  | P |
| ---------------------- | - | -- | --- | -- | - | -- | -- | --- | - |
| Egyesült Államok (USA) | 3 | 3  | 0   | 0  | 0 | 14 | 5  | +9  | 9 |
| Kanada (CAN)           | 3 | 1  | 1   | 0  | 1 | 14 | 7  | +7  | 5 |
| Svájc (SUI)            | 3 | 0  | 1   | 1  | 1 | 8  | 10 | –2  | 3 |
| Norvégia (NOR)         | 3 | 0  | 0   | 1  | 2 | 5  | 19 | –14 | 1 |

| 2010. február 16. 12:00 | Egyesült Államok (USA) | 3–1 (1–0, 2–0, 0–1) | Svájc (SUI) | Canada Hockey Place, Vancouver Nézőszám: 16 706 |

| Jegyzőkönyv | Jegyzőkönyv | Jegyzőkönyv                              | Jegyzőkönyv  | Jegyzőkönyv                                      |
| --- | ----------- | ---------------------------------------- | ------------ | ------------------------------------------------ |
| | Ryan Miller | Kapusok                                  | Jonas Hiller | Játékvezetők: Vjacseszlav Bulanov Dan O’Halloran |
| \| Ryan – 18:59 \| 1–0 \| \| \| Backes – 25:52 \| 2–0 \| \| \| Malone (Suter) (PP) – 28:25 \| 3–0 \| \| \| \| 3–1 \| 49:45 - Wick (Domenichelli, Streit) (PP) \| |             |                                          |              | Játékvezetők: Vjacseszlav Bulanov Dan O’Halloran |
| 4 perc | Büntetések  | 6 perc                                   |              | Játékvezetők: Vjacseszlav Bulanov Dan O’Halloran |
| 24 | Lövések     | 15                                       |              | Játékvezetők: Vjacseszlav Bulanov Dan O’Halloran |
| Ryan – 18:59 | 1–0         |                                          |              | Játékvezetők: Vjacseszlav Bulanov Dan O’Halloran |
| Backes – 25:52 | 2–0         |                                          |              | Játékvezetők: Vjacseszlav Bulanov Dan O’Halloran |
| Malone (Suter) (PP) – 28:25 | 3–0         |                                          |              | Játékvezetők: Vjacseszlav Bulanov Dan O’Halloran |
| | 3–1         | 49:45 - Wick (Domenichelli, Streit) (PP) |              |                                                  |

| 2010. február 18. 16:30 | Svájc (SUI) | 2–3 (sz.) (0–1, 2–1, 0–0) (h.u.: 0–0) (sz.: 0–1) | Kanada (CAN) | Canada Hockey Place, Vancouver Nézőszám: 17 019 |

| Jegyzőkönyv | Jegyzőkönyv  | Jegyzőkönyv                           | Jegyzőkönyv    | Jegyzőkönyv                                  |
| --- | ------------ | ------------------------------------- | -------------- | -------------------------------------------- |
| | Jonas Hiller | Kapusok                               | Martin Brodeur | Játékvezetők: Dennis LaRue Marcus Vinnerborg |
| \| \| 0–1 \| 09:21 – Heatley (Marleau, Toews) \| \| \| 0–2 \| 20:35 – Marleau (Heatley, Weber) (PP) \| \| Rüthemann (Plüss, Paterlini) – 28:59 \| 1–2 \| \| \| von Gunten (Monnet, Furrer) – 39:50 \| 2–2 \| \| |              |                                       |                | Játékvezetők: Dennis LaRue Marcus Vinnerborg |
| Domenichelli Lemm Wick Plüss | Szétlövés    | Crosby Toews Getzlaf Crosby           |                | Játékvezetők: Dennis LaRue Marcus Vinnerborg |
| 14 perc | Büntetések   | 2 perc                                |                | Játékvezetők: Dennis LaRue Marcus Vinnerborg |
| 23 | Lövések      | 47                                    |                | Játékvezetők: Dennis LaRue Marcus Vinnerborg |
| | 0–1          | 09:21 – Heatley (Marleau, Toews)      |                | Játékvezetők: Dennis LaRue Marcus Vinnerborg |
| | 0–2          | 20:35 – Marleau (Heatley, Weber) (PP) |                | Játékvezetők: Dennis LaRue Marcus Vinnerborg |
| Rüthemann (Plüss, Paterlini) – 28:59 | 1–2          |                                       |                |                                              |
| von Gunten (Monnet, Furrer) – 39:50 | 2–2          |                                       |                |                                              |

| 2010. február 20. 12:00 | Norvégia (NOR) | 4–5 (h.u.) (1–1, 2–2, 1–1) (h.u.: 0–1) | Svájc (SUI) | Canada Hockey Place, Vancouver Nézőszám: 16 952 |

| Jegyzőkönyv | Jegyzőkönyv | Jegyzőkönyv                               | Jegyzőkönyv  | Jegyzőkönyv                              |
| --- | ----------- | ----------------------------------------- | ------------ | ---------------------------------------- |
| | Pål Grotnes | Kapusok                                   | Jonas Hiller | Játékvezetők: Paul Devorski Ország Péter |
| \| \| 0–1 \| 01:03 – Sprunger (Domenichelli, Sannitz) \| \| Vikingstad (Thoresen, Jakobsen) – 12:21 \| 1–1 \| \| \| Hansen (Thoresen) (PP) – 25:24 \| 2–1 \| \| \| \| 2–2 \| 29:15 – Wick (Seger, Plüss) \| \| \| 2–3 \| 35:42 – Sannitz (Seger, Wick) \| \| Vikingstad (Zuccarello Aasen, Olimb) – 38:46 \| 3–3 \| \| \| \| 3–4 \| 49:56 – Blindenbacher (Wick, Streit) (PP) \| \| Vikingstad (Thoresen) – 52:18 \| 4–4 \| \| \| \| 4–5 \| 62:28 – Lemm (Jeannin) \| |             |                                           |              | Játékvezetők: Paul Devorski Ország Péter |
| 4 perc | Büntetések  | 10 perc                                   |              | Játékvezetők: Paul Devorski Ország Péter |
| 23 | Lövések     | 38                                        |              | Játékvezetők: Paul Devorski Ország Péter |
| | 0–1         | 01:03 – Sprunger (Domenichelli, Sannitz)  |              | Játékvezetők: Paul Devorski Ország Péter |
| Vikingstad (Thoresen, Jakobsen) – 12:21 | 1–1         |                                           |              | Játékvezetők: Paul Devorski Ország Péter |
| Hansen (Thoresen) (PP) – 25:24 | 2–1         |                                           |              | Játékvezetők: Paul Devorski Ország Péter |
| | 2–2         | 29:15 – Wick (Seger, Plüss)               |              |                                          |
| | 2–3         | 35:42 – Sannitz (Seger, Wick)             |              |                                          |
| Vikingstad (Zuccarello Aasen, Olimb) – 38:46 | 3–3         |                                           |              |                                          |
| | 3–4         | 49:56 – Blindenbacher (Wick, Streit) (PP) |              |                                          |
| Vikingstad (Thoresen) – 52:18 | 4–4         |                                           |              |                                          |
| | 4–5         | 62:28 – Lemm (Jeannin)                    |              |                                          |

Rájátszás a negyeddöntőbe jutásért
| 2010. február 23. 12:00 | Svájc (SUI) | 3–2 (sz.) (1–1, 1–1, 0–0) (h.u.: 0–0) (sz.: 1–0) | Fehéroroszország (BLR) | Canada Hockey Place, Vancouver Nézőszám: 17 397 |

| Jegyzőkönyv | Jegyzőkönyv  | Jegyzőkönyv                               | Jegyzőkönyv  | Jegyzőkönyv                              |
| --- | ------------ | ----------------------------------------- | ------------ | ---------------------------------------- |
| | Jonas Hiller | Kapusok                                   | Andrej Mezin | Játékvezetők: Paul Devorski Ország Péter |
| \| \| 0–1 \| 00:59 – Kaljuzsni (Kaszcjucsonak) \| \| Sprunger (Wick, Plüss) (PP) – 12:25 \| 1–1 \| \| \| Domenichelli (Streit, Blindenbacher) (PP) – 27:07 \| 2–1 \| \| \| \| 2–2 \| 35:42 – Zaharav (Uharav, Sztaszenka) (PP) \| |              |                                           |              | Játékvezetők: Paul Devorski Ország Péter |
| Déruns Lemm Rüthemann | Szétlövés    | Antonyenka Mjaleska Kaszcicin             |              | Játékvezetők: Paul Devorski Ország Péter |
| 10 perc | Büntetések   | 6 perc                                    |              | Játékvezetők: Paul Devorski Ország Péter |
| 42 | Lövések      | 22                                        |              | Játékvezetők: Paul Devorski Ország Péter |
| | 0–1          | 00:59 – Kaljuzsni (Kaszcjucsonak)         |              | Játékvezetők: Paul Devorski Ország Péter |
| Sprunger (Wick, Plüss) (PP) – 12:25 | 1–1          |                                           |              | Játékvezetők: Paul Devorski Ország Péter |
| Domenichelli (Streit, Blindenbacher) (PP) – 27:07 | 2–1          |                                           |              |                                          |
| | 2–2          | 35:42 – Zaharav (Uharav, Sztaszenka) (PP) |              |                                          |

Negyeddöntő
| 2010. február 24. 12:00 | Egyesült Államok (USA) | 2–0 (0–0, 0–0, 2–0) | Svájc (SUI) | Canada Hockey Place, Vancouver Nézőszám: 17 536 |

| Jegyzőkönyv                                                                                 | Jegyzőkönyv | Jegyzőkönyv | Jegyzőkönyv  | Jegyzőkönyv                              |
| ------------------------------------------------------------------------------------------- | ----------- | ----------- | ------------ | ---------------------------------------- |
|                                                                                             | Ryan Miller | Kapusok     | Jonas Hiller | Játékvezetők: Paul Devorski Ország Péter |
| \| Parise (Rafalski, Stastny) (PP) – 42:08 \| 1–0 \| \| \| Parise (EN) – 59:48 \| 2–0 \| \| |             |             |              | Játékvezetők: Paul Devorski Ország Péter |
| 6 perc                                                                                      | Büntetések  | 8 perc      |              | Játékvezetők: Paul Devorski Ország Péter |
| 44                                                                                          | Lövések     | 19          |              | Játékvezetők: Paul Devorski Ország Péter |
| Parise (Rafalski, Stastny) (PP) – 42:08                                                     | 1–0         |             |              | Játékvezetők: Paul Devorski Ország Péter |
| Parise (EN) – 59:48                                                                         | 2–0         |             |              | Játékvezetők: Paul Devorski Ország Péter |

| Csapat      | Helyezés |
| ----------- | -------- |
| Svájc (SUI) | 8.       |

### Női
| Svájci nemzeti női jégkorongcsapat-játékoskeret | Svájci nemzeti női jégkorongcsapat-játékoskeret | Svájci nemzeti női jégkorongcsapat-játékoskeret | Svájci nemzeti női jégkorongcsapat-játékoskeret | Svájci nemzeti női jégkorongcsapat-játékoskeret | Svájci nemzeti női jégkorongcsapat-játékoskeret | Svájci nemzeti női jégkorongcsapat-játékoskeret |
| #                                               | Név                                             | Poszt                                           | Magasság                                        | Súly                                            | Kor                                             | Klub                                            |
| ----------------------------------------------- | ----------------------------------------------- | ----------------------------------------------- | ----------------------------------------------- | ----------------------------------------------- | ----------------------------------------------- | ----------------------------------------------- |
| 26                                              | Sophie Anthamatten                              | K                                               | 172 cm                                          | 74 kg                                           | 1991. július 26. (18 évesen)                    | EHC Saastal                                     |
| 41                                              | Florence Schelling                              | K                                               | 174 cm                                          | 68 kg                                           | 1989. március 9. (20 évesen)                    | Northeastern Huskies                            |
| 33                                              | Dominique Slongo                                | K                                               | 160 cm                                          | 53 kg                                           | 1988. október 13. (21 évesen)                   | EHC Brandis                                     |
| 6                                               | Julia Marty A                                   | V                                               | 170 cm                                          | 72 kg                                           | 1988. április 16. (21 évesen)                   | Northeastern Huskies                            |
| 11                                              | Angela Frautschi                                | V                                               | 169 cm                                          | 73 kg                                           | 1987. június 5. (22 évesen)                     | ZSC Lions                                       |
| 18                                              | Lucrèce Nussbaum                                | V                                               | 173 cm                                          | 67 kg                                           | 1986. október 7. (23 évesen)                    | St. Thomas Tommies                              |
| 21                                              | Laura Benz                                      | V                                               | 170 cm                                          | 57 kg                                           | 1992. augusztus 25. (17 évesen)                 | EHC Winterthur                                  |
| 85                                              | Stefanie Wyss                                   | V                                               | 164 cm                                          | 62 kg                                           | 1985. október 19. (24 évesen)                   | EV Bomo Thun                                    |
| 86                                              | Claudia Riechsteiner                            | V                                               | 168 cm                                          | 65 kg                                           | 1986. január 3. (24 évesen)                     | SC Reinach                                      |
| 92                                              | Sandra Thalmann                                 | V                                               | 162 cm                                          | 66 kg                                           | 1992. december 18. (17 évesen)                  | EHC Basel                                       |
| 2                                               | Katrin Nabholz                                  | T                                               | 167 cm                                          | 57 kg                                           | 1986. április 3. (23 évesen)                    | ZSC Lions                                       |
| 7                                               | Darcia Leimgruber                               | T                                               | 162 cm                                          | 62 kg                                           | 1989. május 19. (20 évesen)                     | Maine Black Bears                               |
| 9                                               | Stefanie Marty                                  | T                                               | 168 cm                                          | 70 kg                                           | 1988. április 16. (21 évesen)                   | Syracuse Orange                                 |
| 10                                              | Nicole Bullo                                    | T                                               | 160 cm                                          | 54 kg                                           | 1987. július 18. (22 évesen)                    | HC Lugano                                       |
| 13                                              | Sara Benz                                       | T                                               | 163 cm                                          | 54 kg                                           | 1992. augusztus 25. (17 évesen)                 | EHC Winterthur                                  |
| 16                                              | Christine Meier A                               | T                                               | 169 cm                                          | 68 kg                                           | 1986. május 24. (23 évesen)                     | ZSC Lions                                       |
| 19                                              | Rahel Michielin                                 | T                                               | 165 cm                                          | 52 kg                                           | 1990. október 11. (19 évesen)                   | ZSC Lions                                       |
| 20                                              | Kathrin Lehmann C                               | T                                               | 172 cm                                          | 70 kg                                           | 1980. február 27. (29 évesen)                   | AIK Solna                                       |
| 29                                              | Melanie Häfliger                                | T                                               | 160 cm                                          | 52 kg                                           | 1982. szeptember 29. (27 évesen)                | SC Reinach                                      |
| 63                                              | Anja Stiefel                                    | T                                               | 160 cm                                          | 56 kg                                           | 1990. augusztus 9. (19 évesen)                  | SC Reinach                                      |
| 93                                              | Sabrina Zollinger                               | T                                               | 162 cm                                          | 65 kg                                           | 1993. március 27. (16 évesen)                   | EHC Winterthur                                  |
| Vezetőedző: René Kammerer                       | Vezetőedző: René Kammerer                       | Vezetőedző: René Kammerer                       | Vezetőedző: René Kammerer                       | Vezetőedző: René Kammerer                       | 1970. augusztus 14. (39 évesen)                 | 1970. augusztus 14. (39 évesen)                 |

- Posztok rövidítései: K – Kapus, V – Védő, T – Támadó
- Kor: 2010. február 16-i kora

#### Eredmények
Csoportkör
A csoport
| Csapat           | M | Gy | HGy | HV | V | G+ | G- | Gk  | P |
| ---------------- | - | -- | --- | -- | - | -- | -- | --- | - |
| Kanada (CAN)     | 3 | 3  | 0   | 0  | 0 | 41 | 2  | +39 | 9 |
| Svédország (SWE) | 3 | 2  | 0   | 0  | 1 | 10 | 15 | –5  | 6 |
| Svájc (SUI)      | 3 | 1  | 0   | 0  | 2 | 6  | 15 | –9  | 3 |
| Szlovákia (SVK)  | 3 | 0  | 0   | 0  | 3 | 4  | 29 | –25 | 0 |

| 2010. február 13. 12:00 | Svédország (SWE) | 3–0 (1–0, 1–0, 1–0) | Svájc (SUI) | UBC Winter Sports Centre, Vancouver Nézőszám: 5222 |

| Jegyzőkönyv | Jegyzőkönyv | Jegyzőkönyv | Jegyzőkönyv        | Jegyzőkönyv                |
| --- | ----------- | ----------- | ------------------ | -------------------------- |
| | Kim Martin  | Kapusok     | Florence Schelling | Játékvezető: Leah Wrazidlo |
| \| Rundqvist (Udén Johansson, Svedin Thunström) – 12:31 \| 1–0 \| \| \| Enström (Östberg, Myrén) – 31:35 \| 2–0 \| \| \| Udén Johansson (Nevalainen) – 41:50 \| 3–0 \| \| |             |             |                    | Játékvezető: Leah Wrazidlo |
| 14 perc | Büntetések  | 6 perc      |                    | Játékvezető: Leah Wrazidlo |
| 34 | Lövések     | 16          |                    | Játékvezető: Leah Wrazidlo |
| Rundqvist (Udén Johansson, Svedin Thunström) – 12:31 | 1–0         |             |                    | Játékvezető: Leah Wrazidlo |
| Enström (Östberg, Myrén) – 31:35 | 2–0         |             |                    | Játékvezető: Leah Wrazidlo |
| Udén Johansson (Nevalainen) – 41:50 | 3–0         |             |                    | Játékvezető: Leah Wrazidlo |

| 2010. február 15. 14:30 | Svájc (SUI) | 1–10 (0–2, 1–3, 0–5) | Kanada (CAN) | UBC Winter Sports Centre, Vancouver Nézőszám: 5413 |

| Jegyzőkönyv | Jegyzőkönyv                                               | Jegyzőkönyv                             | Jegyzőkönyv      | Jegyzőkönyv                  |
| --- | --------------------------------------------------------- | --------------------------------------- | ---------------- | ---------------------------- |
| | Florence Schelling (le 51:55) Dominique Slongo (be 51:55) | Kapusok                                 | Shannon Szabados | Játékvezető: Nicole Hertrich |
| \| \| 0–1 \| 06:27 – Apps (Kingsbury, Piper) (PP) \| \| \| 0–2 \| 14:25 – Vaillancourt (Johnston) \| \| \| 0–3 \| 22:19 – Piper (Wickenheiser) \| \| \| 0–4 \| 28:08 – Agosta (Ward, Ouellette) \| \| \| 0–5 \| 31:15 – Agosta (Ouellette, Hefford) \| \| Leimgruber (Lehmann, S. Marty) – 39:46 \| 1–5 \| \| \| \| 1–6 \| 40:54 – Hefford (Wickenheiser) (SH) \| \| \| 1–7 \| 49:08 – Ward \| \| \| 1–8 \| 49:27 – Poulin \| \| \| 1–9 \| 50:43 – Johnston (Vaillancourt, Kellar) \| \| \| 1–10 \| 51:55 – Wickenheiser (Piper, Apps) \| |                                                           |                                         |                  | Játékvezető: Nicole Hertrich |
| 8 perc | Büntetések                                                | 10 perc                                 |                  | Játékvezető: Nicole Hertrich |
| 12 | Lövések                                                   | 62                                      |                  | Játékvezető: Nicole Hertrich |
| | 0–1                                                       | 06:27 – Apps (Kingsbury, Piper) (PP)    |                  | Játékvezető: Nicole Hertrich |
| | 0–2                                                       | 14:25 – Vaillancourt (Johnston)         |                  | Játékvezető: Nicole Hertrich |
| | 0–3                                                       | 22:19 – Piper (Wickenheiser)            |                  | Játékvezető: Nicole Hertrich |
| | 0–4                                                       | 28:08 – Agosta (Ward, Ouellette)        |                  |                              |
| | 0–5                                                       | 31:15 – Agosta (Ouellette, Hefford)     |                  |                              |
| Leimgruber (Lehmann, S. Marty) – 39:46 | 1–5                                                       |                                         |                  |                              |
| | 1–6                                                       | 40:54 – Hefford (Wickenheiser) (SH)     |                  |                              |
| | 1–7                                                       | 49:08 – Ward                            |                  |                              |
| | 1–8                                                       | 49:27 – Poulin                          |                  |                              |
| | 1–9                                                       | 50:43 – Johnston (Vaillancourt, Kellar) |                  |                              |
| | 1–10                                                      | 51:55 – Wickenheiser (Piper, Apps)      |                  |                              |

| 2010. február 17. 19:00 | Szlovákia (SVK) | 2–5 (1–0, 0–1, 1–4) | Svájc (SUI) | UBC Winter Sports Centre, Vancouver Nézőszám: 5272 |

| Jegyzőkönyv | Jegyzőkönyv      | Jegyzőkönyv                       | Jegyzőkönyv        | Jegyzőkönyv              |
| --- | ---------------- | --------------------------------- | ------------------ | ------------------------ |
| | Zuzana Tomčíková | Kapusok                           | Florence Schelling | Játékvezető: Ulla Sipilä |
| \| Čulíková (Čupková) – 07:10 \| 1–0 \| \| \| \| 1–1 \| 35:39 – S. Marty \| \| Čulíková (Kapustová, Čupková) – 40:19 \| 2–1 \| \| \| \| 2–2 \| 50:35 – S. Marty (Nussbaum) \| \| \| 2–3 \| 51:18 – Benz (Meier, Schelling) \| \| \| 2–4 \| 56:28 – Lehmann (Leimgruber) (SH) \| \| \| 2–5 \| 58:25 – S. Marty (Hafliger, Benz) \| |                  |                                   |                    | Játékvezető: Ulla Sipilä |
| 12 perc | Büntetések       | 12 perc                           |                    | Játékvezető: Ulla Sipilä |
| 33 | Lövések          | 45                                |                    | Játékvezető: Ulla Sipilä |
| Čulíková (Čupková) – 07:10 | 1–0              |                                   |                    | Játékvezető: Ulla Sipilä |
| | 1–1              | 35:39 – S. Marty                  |                    | Játékvezető: Ulla Sipilä |
| Čulíková (Kapustová, Čupková) – 40:19 | 2–1              |                                   |                    | Játékvezető: Ulla Sipilä |
| | 2–2              | 50:35 – S. Marty (Nussbaum)       |                    |                          |
| | 2–3              | 51:18 – Benz (Meier, Schelling)   |                    |                          |
| | 2–4              | 56:28 – Lehmann (Leimgruber) (SH) |                    |                          |
| | 2–5              | 58:25 – S. Marty (Hafliger, Benz) |                    |                          |

Az 5–8. helyért
| 2010. február 20. 14:30 | Svájc (SUI) | 6–0 (2–0, 2–0, 2–0) | Kína (CHN) | UBC Winter Sports Centre, Vancouver Nézőszám: 5454 |

| Jegyzőkönyv | Jegyzőkönyv        | Jegyzőkönyv | Jegyzőkönyv                               | Jegyzőkönyv                |
| --- | ------------------ | ----------- | ----------------------------------------- | -------------------------- |
| | Florence Schelling | Kapusok     | Si Jao (le 07:53) Csia Tan-tan (be 07:53) | Játékvezető: Leah Wrazidlo |
| \| Lehmann (S. Marty) – 07:02 \| 1–0 \| \| \| S. Marty – 07:53 \| 2–0 \| \| \| Nussbaum (J. Marty, Lehmann) (PP) – 37:12 \| 3–0 \| \| \| S. Marty (Lehmann, Leimgruber) – 39:44 \| 4–0 \| \| \| S. Marty (Lehmann, Meier) – 54:54 \| 5–0 \| \| \| S. Marty (Leimgruber, Benz) – 58:48 \| 6–0 \| \| |                    |             |                                           | Játékvezető: Leah Wrazidlo |
| 16 perc | Büntetések         | 6 perc      |                                           | Játékvezető: Leah Wrazidlo |
| 49 | Lövések            | 21          |                                           | Játékvezető: Leah Wrazidlo |
| Lehmann (S. Marty) – 07:02 | 1–0                |             |                                           | Játékvezető: Leah Wrazidlo |
| S. Marty – 07:53 | 2–0                |             |                                           | Játékvezető: Leah Wrazidlo |
| Nussbaum (J. Marty, Lehmann) (PP) – 37:12 | 3–0                |             |                                           | Játékvezető: Leah Wrazidlo |
| S. Marty (Lehmann, Leimgruber) – 39:44 | 4–0                |             |                                           |                            |
| S. Marty (Lehmann, Meier) – 54:54 | 5–0                |             |                                           |                            |
| S. Marty (Leimgruber, Benz) – 58:48 | 6–0                |             |                                           |                            |

Az 5. helyért
| 2010. február 22. 19:00 | Svájc (SUI) | 2–1 (sz.) (0–1, 1–0, 0–0) (h.u.: 0–0) (sz.: 1–0) | Oroszország (RUS) | UBC Winter Sports Centre, Vancouver Nézőszám: 5412 |

| Jegyzőkönyv | Jegyzőkönyv        | Jegyzőkönyv                                | Jegyzőkönyv        | Jegyzőkönyv              |
| --- | ------------------ | ------------------------------------------ | ------------------ | ------------------------ |
| | Florence Schelling | Kapusok                                    | Irina Gasennyikova | Játékvezető: Ulla Sipilä |
| \| \| 0–1 \| 09:05 – Burina (Szergina, Permjakova) (PP) \| \| S. Marty (Nussbaum, Meier) (PP) – 34:12 \| 1–1 \| \| |                    |                                            |                    | Játékvezető: Ulla Sipilä |
| Lehmann Bullo S. Marty                                                                                             | Szétlövés          | Szoszina Gavrilova Gyeulina                |                    | Játékvezető: Ulla Sipilä |
| 10 perc | Büntetések         | 16 perc                                    |                    | Játékvezető: Ulla Sipilä |
| 27 | Lövések            | 33                                         |                    | Játékvezető: Ulla Sipilä |
| | 0–1                | 09:05 – Burina (Szergina, Permjakova) (PP) |                    | Játékvezető: Ulla Sipilä |
| S. Marty (Nussbaum, Meier) (PP) – 34:12                                                                            | 1–1                |                                            |                    | Játékvezető: Ulla Sipilä |

| Csapat      | Helyezés |
| ----------- | -------- |
| Svájc (SUI) | 5.       |

## Műkorcsolya
| Versenyző                   | Versenyszám  | Rövid program | Rövid program | Kűr    | Kűr   | Összesítés | Összesítés |
| Versenyző                   | Versenyszám  | Pont          | Hely.         | Pont   | Hely. | Pont       | Helyezés   |
| --------------------------- | ------------ | ------------- | ------------- | ------ | ----- | ---------- | ---------- |
| Stéphane Lambiel            | Férfi egyéni | 84,63         | 5.            | 162,09 | 3.    | 246,72     | 4.         |
| Sarah Meier                 | Női egyéni   | 56,70         | 15.           | 96,11  | 14.   | 152,81     | 15.        |
| Anaïs Morand Antoine Dorsaz | Páros        | 55,34         | 13.           | 89,08  | 17.   | 144,42     | 15.        |

## Síakrobatika
Ugrás
| Versenyző         | Versenyszám | Selejtező | Selejtező | Döntő   | Döntő    |
| Versenyző         | Versenyszám | Pont      | Helyezés  | Pont    | Helyezés |
| ----------------- | ----------- | --------- | --------- | ------- | -------- |
| Christian Hächler | Férfi       | 207,25    | 16.       | kiesett | kiesett  |
| Andreas Isoz      | Férfi       | 214,18    | 14.       | kiesett | kiesett  |
| Thomas Lambert    | Férfi       | 238,33    | 3.        | 210,90  | 12.      |
| Renato Ulrich     | Férfi       | 200,41    | 18.       | kiesett | kiesett  |
| Evelyne Leu       | Női         | 155,50    | 16.       | kiesett | kiesett  |
| Tanja Schärer     | Női         | 125,73    | 19.       | kiesett | kiesett  |

Krossz
| Versenyző         | Versenyszám | Selejtező    | Selejtező    | Nyolcaddöntő | Negyeddöntő  | Elődöntő     | Döntő        | Helyezés     |
| Versenyző         | Versenyszám | Idő          | Hely.        | Nyolcaddöntő | Negyeddöntő  | Elődöntő     | Döntő        | Helyezés     |
| ----------------- | ----------- | ------------ | ------------ | ------------ | ------------ | ------------ | ------------ | ------------ |
| Beni Hofer        | Férfi       | 1:16,18      | 31.          | 4.           | kiesett      | kiesett      | kiesett      | 32.          |
| Conradign Netzer  | Férfi       | 1:13,91      | 14.          | 3.           | kiesett      | kiesett      | kiesett      | 20.          |
| Michael Schmid    | Férfi       | 1:12,53      | 1.           | 1.           | 1.           | 1.           | 1.           |              |
| Richard Spalinger | Férfi       | 1:15,12      | 27.          | 2.           | 4.           | kiesett      | kiesett      | 14.          |
| Sanna Lüdi        | Női         | 1:32,87      | 35.          | kiesett      | kiesett      | kiesett      | kiesett      | 35.          |
| Katrin Müller     | Női         | 1:18,92      | 9.           | 4.           | kiesett      | kiesett      | kiesett      | 18.          |
| Emilie Serain     | Női         | visszalépett | visszalépett | visszalépett | visszalépett | visszalépett | visszalépett | visszalépett |
| Fanny Smith       | Női         | 1:17,38      | 3.           | 1.           | 2.           | 3.           | Kisdöntő 3.  | 7.           |
| Franziska Steffen | Női         | 1:22,32      | 29.          | 4.           | kiesett      | kiesett      | kiesett      | 29.          |

## Sífutás
Férfi
| Versenyző                                          | Versenyszám     | Selejtező | Selejtező | Negyeddöntő | Negyeddöntő | Elődöntő | Elődöntő | Döntő     | Döntő    |
| Versenyző                                          | Versenyszám     | Idő       | Hely.     | Idő         | Hely.       | Idő      | Hely.    | Idő       | Helyezés |
| -------------------------------------------------- | --------------- | --------- | --------- | ----------- | ----------- | -------- | -------- | --------- | -------- |
| Dario Cologna                                      | 15 km           |           |           |             |             |          |          | 33:36,3   |          |
| Dario Cologna                                      | 30 km           |           |           |             |             |          |          | 1:16:12,2 | 13.      |
| Dario Cologna                                      | 50 km           |           |           |             |             |          |          | 2:05:47,5 | 10.      |
| Christoph Eigenmann                                | Sprint          | 3:42,18   | 34.       | kiesett     | kiesett     | kiesett  | kiesett  | kiesett   | 34.      |
| Remo Fischer                                       | 15 km           |           |           |             |             |          |          | 34:51,1   | 15.*     |
| Remo Fischer                                       | 30 km           |           |           |             |             |          |          | 1:22:52,1 | 44.      |
| Valerio Leccardi                                   | Sprint          | 3:42,84   | 38.       | kiesett     | kiesett     | kiesett  | kiesett  | kiesett   | 38.      |
| Toni Livers                                        | 15 km           |           |           |             |             |          |          | 34:43,3   | 12.      |
| Toni Livers                                        | 30 km           |           |           |             |             |          |          | 1:17:26,0 | 22.      |
| Curdin Perl                                        | 15 km           |           |           |             |             |          |          | 34:51,8   | 17.      |
| Curdin Perl                                        | 30 km           |           |           |             |             |          |          | 1:17:05,0 | 20.      |
| Eligius Tambornino                                 | Sprint          | 3:48,33   | 49.       | kiesett     | kiesett     | kiesett  | kiesett  | kiesett   | 49.      |
| Peter von Allmen                                   | Sprint          | 3:46,16   | 43.       | kiesett     | kiesett     | kiesett  | kiesett  | kiesett   | 43.      |
| Eligius Tambornino Dario Cologna                   | Csapatsprint    | 18:54,6   | 6.        |             |             |          |          | kiesett   | 11.      |
| Toni Livers Curdin Perl Remo Fischer Dario Cologna | 4 × 10 km váltó |           |           |             |             |          |          | 1:47:57,2 | 10.      |

Női
| Versenyző                     | Versenyszám  | Selejtező | Selejtező | Negyeddöntő | Negyeddöntő | Elődöntő | Elődöntő | Döntő         | Döntő         |
| Versenyző                     | Versenyszám  | Idő       | Hely.     | Idő         | Hely.       | Idő      | Hely.    | Idő           | Helyezés      |
| ----------------------------- | ------------ | --------- | --------- | ----------- | ----------- | -------- | -------- | ------------- | ------------- |
| Laurence Rochat               | 30 km        |           |           |             |             |          |          | nem ért célba | nem ért célba |
| Doris Trachsel                | Sprint       | 3:50,85   | 30.       | 3:44,7      | 6.          | kiesett  | kiesett  | kiesett       | 30.           |
| Silvana Bucher Bettina Gruber | Csapatsprint | 20:04,6   | 8.        |             |             |          |          | kiesett       | 17.           |

## Síugrás
| Versenyző      | Versenyszám | Selejtező | Selejtező | 1. ugrás | 1. ugrás | 2. ugrás | 2. ugrás | Összesítés | Összesítés |
| Versenyző      | Versenyszám | Pont      | Hely.     | Pont     | Hely.    | Pont     | Hely.    | Pont       | Helyezés   |
| -------------- | ----------- | --------- | --------- | -------- | -------- | -------- | -------- | ---------- | ---------- |
| Simon Ammann   | Normálsánc  |           |           | 135,5    | 1.       | 141,0    | 1.       | 276,5      |            |
| Simon Ammann   | Nagysánc    |           |           | 144,7    | 1.       | 138,9    | 1.       | 283,6      |            |
| Andreas Küttel | Normálsánc  | 120,5     | 23.*      | 110,0    | 35.      | kiesett  | kiesett  | kiesett    | kiesett    |
| Andreas Küttel | Nagysánc    | 122,5     | 20.       | 105,2    | 22.      | 99,7     | 25.      | 204,9      | 24.        |

* - egy másik versenyzővel azonos eredményt ért el

## Snowboard
Halfpipe
| Versenyző           | Versenyszám | Selejtező  | Selejtező  | Selejtező | Elődöntő   | Elődöntő   | Elődöntő | Döntő      | Döntő      | Helyezés |
| Versenyző           | Versenyszám | 1. forduló | 2. forduló | Hely.     | 1. forduló | 2. forduló | Hely.    | 1. forduló | 2. forduló | Helyezés |
| ------------------- | ----------- | ---------- | ---------- | --------- | ---------- | ---------- | -------- | ---------- | ---------- | -------- |
| Markus Keller       | Férfi       | 13,6       | 20,4       | 13.       | kiesett    | kiesett    | kiesett  | kiesett    | kiesett    | 29.      |
| Christian Haller    | Férfi       | 8,0        | 16,0       | 17.       | kiesett    | kiesett    | kiesett  | kiesett    | kiesett    | 36.      |
| Iouri Podladtchikov | Férfi       | 36,3       | 41,4       | 3.        |            |            |          | 42,4       | 17,6       | 4.       |
| Sergio Berger       | Férfi       | 7,3        | 26,2       | 14.       | kiesett    | kiesett    | kiesett  | kiesett    | kiesett    | 25.      |
| Ursina Haller       | Női         | 28,3       | 31,9       | 13.       | 35,4       | 31,9       | 6.       | 27,9       | 18,1       | 9.       |
| Manuela Pesko       | Női         | 12,2       | 17,5       | 25.       | kiesett    | kiesett    | kiesett  | kiesett    | kiesett    | 25.      |

Parallel giant slalom
| Versenyző           | Versenyszám | Selejtező | Selejtező | Nyolcaddöntő                   | Negyeddöntő                           | Elődöntő                                            | Döntő                                | Helyezés |
| Versenyző           | Versenyszám | Idő       | Hely.     | Ellenfél Eredmény              | Ellenfél Eredmény                     | Ellenfél Eredmény                                   | Ellenfél Eredmény                    | Helyezés |
| ------------------- | ----------- | --------- | --------- | ------------------------------ | ------------------------------------- | --------------------------------------------------- | ------------------------------------ | -------- |
| Simon Schoch        | Férfi       | 1:16,95   | 3.        | Patrick Bussler (GER) · -22,06 | Sztanyiszlav Gyetkov (RUS) · kizárták | 5–8. helyért · Rok Flander (SLO) · nem állt rajthoz | 5. helyért · Žan Košir (SLO) · -0,92 | 5.       |
| Nevin Galmarini     | Férfi       | 1:18,86   | 17.       | kiesett                        | kiesett                               | kiesett                                             | kiesett                              | 17.      |
| Marc Iselin         | Férfi       | 1:19,16   | 19.       | kiesett                        | kiesett                               | kiesett                                             | kiesett                              | 19.      |
| Roland Haldi        | Férfi       | 1:19,51   | 20.       | kiesett                        | kiesett                               | kiesett                                             | kiesett                              | 20.      |
| Fränzi Mägert-Kohli | Női         | 1:50,76   | 28.       | kiesett                        | kiesett                               | kiesett                                             | kiesett                              | 28.      |

Snowboard cross
| Versenyző      | Versenyszám | Selejtező | Selejtező | Nyolcaddöntő | Negyeddöntő | Elődöntő | Döntő       | Helyezés |
| Versenyző      | Versenyszám | Idő       | Hely.     | Helyezés     | Helyezés    | Helyezés | Helyezés    | Helyezés |
| -------------- | ----------- | --------- | --------- | ------------ | ----------- | -------- | ----------- | -------- |
| Fabio Caduff   | Férfi       | 1:22,78   | 16.       | 2.           | 3.          | kiesett  | kiesett     | 13.      |
| Mellie Francon | Női         | 1:24,43   | 1.        |              | 1.          | 4.       | Kisdöntő 3. | 7.       |
| Olivia Nobs    | Női         | 1:26,25   | 4.        |              | 1.          | 2.       | 3.          |          |
| Simona Meiler  | Női         | 1:27,94   | 9.        |              | 3.          | kiesett  | kiesett     | 9.       |
| Sandra Frei    | Női         | 1:29,46   | 11.       |              | 4.          | kiesett  | kiesett     | 11.      |

## Szánkó
| Versenyző      | Versenyszám | 1. futam | 1. futam | 2. futam | 2. futam | 3. futam | 3. futam | 4. futam | 4. futam | Összesítés | Összesítés |
| Versenyző      | Versenyszám | Idő      | Hely.    | Idő      | Hely.    | Idő      | Hely.    | Idő      | Hely.    | Idő        | Helyezés   |
| -------------- | ----------- | -------- | -------- | -------- | -------- | -------- | -------- | -------- | -------- | ---------- | ---------- |
| Stefan Höhener | Férfi egyes | 48,728   | 10.      | 53,838   | 38.      | 49,559   | 27.      | 48,713   | 10.      | 3:20,838   | 32.        |
| Martina Kocher | Női egyes   | 42,005   | 13.      | 41,697   | 6.       | 41,976   | 7.       | 41,897   | 6.       | 2:47,575   | 7.         |

## Szkeleton
| Versenyző     | Versenyszám | 1. futam | 1. futam | 2. futam | 2. futam | 3. futam | 3. futam | 4. futam | 4. futam | Összesítés | Összesítés |
| Versenyző     | Versenyszám | Idő      | Hely.    | Idő      | Hely.    | Idő      | Hely.    | Idő      | Hely.    | Idő        | Helyezés   |
| ------------- | ----------- | -------- | -------- | -------- | -------- | -------- | -------- | -------- | -------- | ---------- | ---------- |
| Pascal Oswald | Férfi       | 53,77    | 18.      | 53,68    | 17.      | 53,00    | 11.*     | 53,30    | 17.      | 3:33,75    | 16.        |
| Maya Pedersen | Női         | 54,53    | 9.*      | 54,83    | 12.      | 54,24    | 9.       | 53,91    | 3.       | 3:37,51    | 9.         |

* - egy másik versenyzővel azonos időt ért el